# 13223 Cenaceneri
13223 Cenaceneri (1997 PQ4) là một tiểu hành tinh vành đai chính được phát hiện ngày 13 tháng 8 năm 1997 bởi L. Tesi ở San Marcello Pistoiese.